# クラレンス・ペン
クラレンス・ペン（Clarence Penn) として知られる、クラレンス・ラッキーズ・ペン（Clarence Lacquese Penn、1968年3月2日 - ）は、アメリカ合衆国のジャズ・ドラマー、作曲家。

## 生い立ち
ペンは、1968年3月2日にデトロイトで生まれた。8歳頃からドラムスの演奏を始めた。1986年、まだ高等学校に在籍しながら、インターロッケン芸術アカデミーに学んだ。1986年にはフロリダ州のマイアミ大学に入学したが、程なくしてバージニア・コモンウェルス大学に転じた。

## 経歴
バージニア・コモンウェルス大学では、エリス・マルサリスの下で学び、ピアニストであるマルサリスのトリオで1987年から1991年まで演奏し、その間、1990年には日本へのツアーもおこなった。1991年、ペンは、クラシック音楽の打楽器奏者の課程を修了して大学を卒業した。また、ペンは、1990年頃から1993年にかけて、ボーカリストの ベティ・カーターのトリオに加わっていた。
その後、ペンは、デヴィッド・サンチェス、ジミー・スミス、スライド・ハンプトン、グレッグ・ハッツァ、スタンリー・クラーク、ティム・ワーフィールド、ボブ・バーグ、ダイアナ・クラール、サイラス・チェスナット、スティーヴン・スコットらと共演経験を重ねた。1997年には、リーダーとしてのデビュー・アルバム『Penn's Landing』を、クリス・クロス・ジャズからリリースした。アルバム収録曲の一部は、ペンが作曲した作品であった。2作目のリーダー・アルバム『Play-Penn』は、4年後の2001年にクラレンス・ペン・クインテット (Clarence Penn Quintet) 名義でリリースされた。
1990年代半ばから、小曽根真のトリオ（小曽根真トリオ、ザ・トリオとも）に参加し、多数のアルバムを制作している。

## ディスコグラフィ

### リーダー・アルバム
- Penn's Landing (1997年、Criss Cross Jazz)
- Play-Penn (2001年、Criss Cross Jazz)
- 『サオマエ』 - Saomaye (2002年、Universal)
- Kind of Trio (2011年、Forced Exposure)
- Dali in Cobble Hill (2012年、Criss Cross Jazz)
- Monk: The Lost Files (2014年、Origin)